# Bryan Caicedo
Bryan Caicedo (Guayaquil, Guayas, Ecuador, 13 de julio de 1994) es un futbolista ecuatoriano. Juega de portero y su actual equipo es el Club Atlético Samborondón de la Segunda Categoría de Ecuador.

## Clubes
| Club                               | País    | Año             |
| ---------------------------------- | ------- | --------------- |
| Liga de Guayaquil                  | Ecuador | 2008 - 2010     |
| Universidad Católica               | Ecuador | 2011            |
| Barcelona S.C.                     | Ecuador | 2012 - 2014     |
| Guayaquil Sport                    | Ecuador | 2015 - 2019     |
| Club Deportivo y Social Santa Rita | Ecuador | 2019 - 2020     |
| Orense                             | Ecuador | 2020 - 2022     |
| Bonita Banana Sporting Club        | Ecuador | 2022 - 2023     |
| Club Deportivo Everest             | Ecuador | 2023            |
| Club Atlético Samborondón          | Ecuador | 2023 - presente |